# Fórmula Renault 2.0 Estonia
La Fórmula Renault 2.0 Estonia fue un campeonato de Fórmula Renault creado en 2008 y que únicamente se disputó ese año.

## Campeones
| Año  | Piloto      | Escudería     |
| ---- | ----------- | ------------- |
| 2008 | Jesse Krohn | P1 Motorsport |